# رولف أندرياسن
رولف أندرياسن (بالنرويجية: Rolf Andreassen)‏ (و. 1949  م) هو مجدف نرويجي، ولد في درامن، شارك في التجديف في الألعاب الأولمبية الصيفية 1976  - أربعة رجال مواجهين ‏، والتجديف في الألعاب الأولمبية الصيفية 1972 - زوجي مواجه ‏.

## روابط خارجية
- رولف أندرياسن على موقع الاتحاد الدولي للتجديف (الإنجليزية)
- رولف أندرياسن على موقع اللجنة الأولمبية الدولية (الإنجليزية)
- رولف أندرياسن على موقع أوليمبيديا (الإنجليزية)